# كانبيرا أفسي
كانبيرا هو نادي كرة قدم أسترالي.